# Coup d'État de 2013 en Égypte
Le coup d'État du 3 juillet 2013 en Égypte est mené par les forces armées égyptiennes contre le président Mohamed Morsi, élu un an plus tôt à l'issue de la transition après la révolution égyptienne de 2011.
Le 30 juin 2013, un an après l'élection du président égyptien Mohamed Morsi, 14 millions, de manifestants à travers l'Égypte selon le porte-parole du Conseil suprême des Forces armées descendent dans les rues et appellent à la démission du président,,,. Le lendemain, le CSFA donne 48 heures au président Morsi pour prendre les mesures nécessaires au rétablissement de la stabilité. Le 3 juillet 2013, en début de soirée, le CSFA ordonne et arrête le président Morsi et déclare qu'il n'est plus le président de l'Égypte à partir de cette date.

## Contexte
En février 2011, le président Hosni Moubarak quitte le pouvoir après 18 jours de manifestations intensives, mettant ainsi fin à ses 29 ans de règne sur l'Égypte. L'armée s'empare alors des pouvoirs législatif et exécutif. Le mois suivant, les Égyptiens valident par référendum une réforme de la Constitution qui prévoit une transition rapide vers un pouvoir civil élu. En novembre 2011, de nouvelles violences éclatent, faisant plusieurs morts et conduisant l'armée à accélérer le transfert du pouvoir. 
Lors des élections législatives de 2011-2012, les islamistes remportent la majorité des sièges. 17 juin 2012, à l'issue du second tour, Mohamed Morsi remporte l'élection présidentielle et devient ainsi le premier président du pays élu au suffrage universel dans une élection libre avec 51,7 % des voix face à Ahmed Chafik, ancien Premier ministre de Moubarak,.
Le nouveau chef de l'État ne parvient pas à résoudre les problèmes que rencontre le pays et est vivement contesté, à la fin de l'année 2012, à la suite d'une déclaration constitutionnelle lui conférant la possibilité de légiférer par décret et d'annuler des décisions de justice en cours. Il fait ensuite adopter une modification de la Constitution qui, selon l'opposition, ouvre la voie à des interprétations rigoristes de l'islam et offre peu de garanties pour certaines libertés.
Un an après son arrivée au pouvoir, le président Morsi est massivement contesté par l'opposition qui regroupe diverses factions entre laïcs de gauche, anciens partisans du régime de Moubarak et des groupes révolutionnaires, dont notamment le groupe Tamarod (« rébellion ») formé en avril 2013 qui lance une pétition exigeant le départ du président Morsi et obtient plus de 22 millions de signatures. Une partie de la population reproche à Mohamed Morsi une dérive dictatoriale et une politique menée dans le seul intérêt de son organisation, les Frères musulmans. Après des rassemblements massifs dans tout le pays, l'armée, dirigée par le général Abdel Fattah al-Sissi, lance un ultimatum le 1er juillet 2013. Celui-ci est rejeté le lendemain par Mohamed Morsi qui défend sa légitimité en soulignant qu'il a été élu démocratiquement, avec 52 % des voix. Cependant, selon des observateurs, l'ultimatum a été lancé dès le mois d'avril 2013, par la coalition des opposants, alors que la situation économique était au plus mal.
Atef Saïd, chercheur en sociologie politique à l’université du Michigan et avocat égyptien des droits de l’homme, a publié une analyse des décisions politiques souvent contradictoires du gouvernement de Morsi qui s'expliquent par le désir d'assurer à tous les niveaux de l'État et de l'économie des places aux Frères musulmans.
Lors d'une conférence tenue le 15 juin 2013, Morsi appelle à une intervention égyptienne dans la guerre civile syrienne. L'armée refuse de s'impliquer dans cette guerre, expliquant que son rôle consiste uniquement à protéger les frontières égyptiennes. Bien que la constitution égyptienne déclare le président chef suprême des forces armées, ces dernières sont indépendantes du contrôle civil,. Le vendredi 28 juin, des manifestations contre le président Morsi s'étendent à travers les villes égyptiennes — dont Le Caire, Alexandrie, Daqahliyah, Gharbeya et Assouan — comme « avant-goût » des prochaines grandes manifestations attendues le 30 juin. Des soutiens de Morsi manifestent également à Nasr City (en).

## Le mouvement Tamarod jusqu'à la destitution du président Morsi
Tamarod ou Tamarrud (تمرد , « rébellion ») a été l'un des déclencheurs des manifestations égyptiennes populaires de juin et juillet 2013 qui ont précédé la destitution du président égyptien le 3 juillet 2013. Il s'agit d'un mouvement populaire qui a été fondé par 5 activistes opposants au régime le 28 avril 2013, dans le but d'obtenir l'organisation d'une élection présidentielle anticipée. Leur but visait à réunir 15 millions de signatures (noms, adresses et numéros de cartes d'identité) au 30 juin 2013, jour anniversaire d'un an de présence au pouvoir du président.
De nombreux relais bénévoles se sont mis en place pour la récolte des signatures dans les rues, les places, aux feux routiers, sur les places de travail, dans les transports publics, les universités, les quartiers des villes égyptiennes. Lors d'une interview, Naguib Sawiris, chrétien copte et homme d'affaires influent, a déclaré à Reuters qu'il a supporté le mouvement grâce à sa station de télévision et son journal Al-Masri Al-Youm et les trois partis libres égyptiens qu'il avait fondés.
Le porte-parole du mouvement, Mahmoud Badr annonce le 29 juin le résultat de la pétition : 22 134 360 signatures. Les listes ont été remises à la Haute Cour constitutionnelle comme preuves de la légitimité du mouvement. 
Le mouvement lance alors un ultimatum au président Morsi en demandant sa démission avant le 2 juillet 2013. Il soutiendrait le cas échéant l'intérim de Maher el-Beheiri, ancien président de la Haute Cour constitutionnelle. En cas de refus du président Morsi, une campagne de désobéissance civile serait initiée. 
Le 30 juin, des manifestations massives ont lieu dans tout le pays contre le pouvoir et pour la démission du président . L'armée estime à « plusieurs millions » le nombre de manifestants anti-Morsi a déclaré à l'AFP une source militaire, qui a ajouté « Il s'agit de la plus grande manifestation dans l'histoire de l'Egypte ». La coalition de l'opposition égyptienne appelle les manifestants à rester dans la rue jusqu'à la démission du régime « dictatorial » du président Morsi, accusé de gouverner au seul profit des islamistes et de laisser l'économie s'effondrer. Le 1er juillet, plusieurs membres du gouvernement démissionnent.
Le 2 juillet, le parti salafiste Nour lance un « appel salafiste » avec trois revendications majeures : la tenue d'élections anticipées, la formation d'un gouvernement technocratique et la formation d'un comité chargé de l'examen des amendements constitutionnels.
Compte tenu de la gravité, de la dégradation de la situation et de la violence qui s'installe entre les pro et anti-Morsi, malgré le déploiement des forces policières et militaires, le chef d'état-major de l'armée égyptienne donne 48 heures aux forces en conflit pour trouver un accord, à défaut de quoi une « feuille de route » sera imposée par l'armée qui précise « qu'elle ne veut pas s'impliquer dans la politique du pays ou dans le gouvernement ».
L'opposant et icône de la Révolution égyptienne de 2011 participe également à ces nouvelles manifestations.

### Les supporters du mouvement Tamarod
En plus d'un nombre important de citoyens égyptiens, le mouvement Tamarod est soutenu par les groupes ou partis Shayfeencom, le mouvement Kefaya, le Front du Salut National  et le mouvement de la Jeunesse du 6-Avril. Nabil Naem, un ancien responsable du jihad islamique égyptien se joint aux manifestations et le parti modéré islamiste fondé par Abdel Moneim Abul Fotouh (Parti pour une Égypte forte, Strong Egypt Party) déclare qu'il soutient le mouvement et demande le 18 juin 2013 des élections anticipées tout en redoutant un coup d'État militaire. Ce parti ne fera pas partie de la coalition qui renversera le président.
El-Baradei, un des leaders du Front du Salut National (FSN) va même jusqu'à annoncer que les anciens membres du Parti national démocratique(PND), dissous en avril 2011, seraient acceptés sous la condition « de n'avoir pas été accusés de crime sous le régime Moubarak ».

### Les opposants au mouvement Tamarod
Les supporters du président ou ex-président Morsi, dont les membres de la confrérie des Frères musulmans et toutes les autres organisations islamistes lancent deux contre-campagnes appelées Mu'ayyed (supporters) et Tagarrod (impartialité) et réunissent 11 millions de signatures en faveur de Mohamed Morsi le 20 juin. Certains d'entre eux critiquent vivement le mouvement Tamarod en dénonçant une manipulation de la volonté du peuple et lui reprochent d'être au service des forces de la contre-révolution qui soutiennent l'ancien régime Moubarak.

## Déroulement des évènements

### Juin

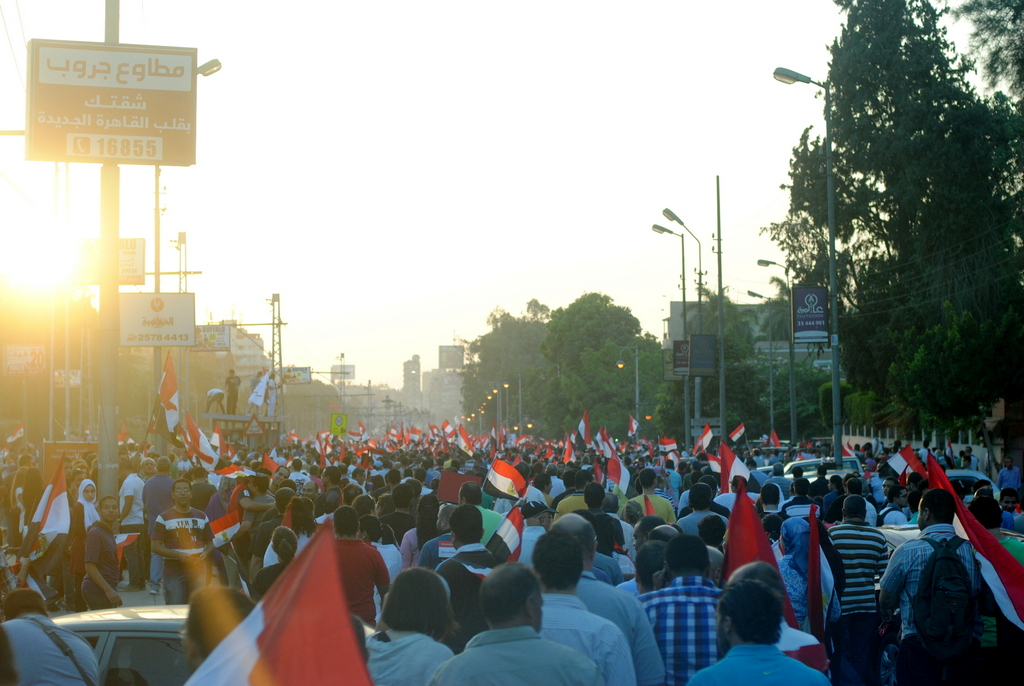
Manifestants anti-Morsi le 28 juin 2013 au Caire

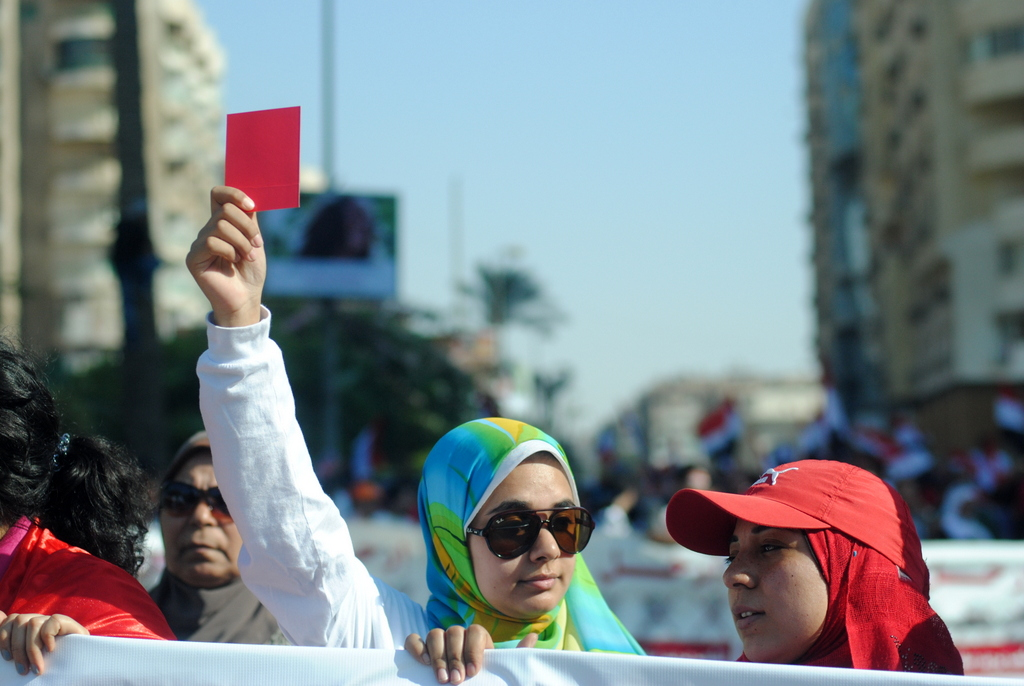
Femmes manifestant pour réclamer le départ de Mohamed Morsi

Le 30 juin, des dizaines de milliers de manifestants se rassemblent place Tahrir, au Caire, et aux alentours du palais présidentiel, tandis que d'autres manifestations se tiennent dans les villes d'Alexandrie, Port-Saïd et Suez. Initialement pacifiques, celles-ci deviennent violentes après la mort d'opposants à Morsi. Le 1er juillet, le quartier général des Frères musulmans au pouvoir est pris par les manifestants et dans le même temps, plusieurs ministres annoncent leur démission. L'armée égyptienne met fin aux fonctions de Mohamed Morsi le 3 juillet, et annonce la tenue prochaine d'élections présidentielle et législatives. Adli Mansour est nommé président par intérim.

#### Agressions sexuelles et viols
Lors des manifestations, 91 agressions sexuelles ou viols (vêtements arrachés, attouchements, viols collectifs) ont été recensées sur ou aux alentours de la place Tahrir entre le 28 juin et le 2 juillet 2013. Certaines femmes ont été « battues avec des chaînes métalliques, des bâtons, des chaises, et attaquées avec des couteaux. »

### Juillet

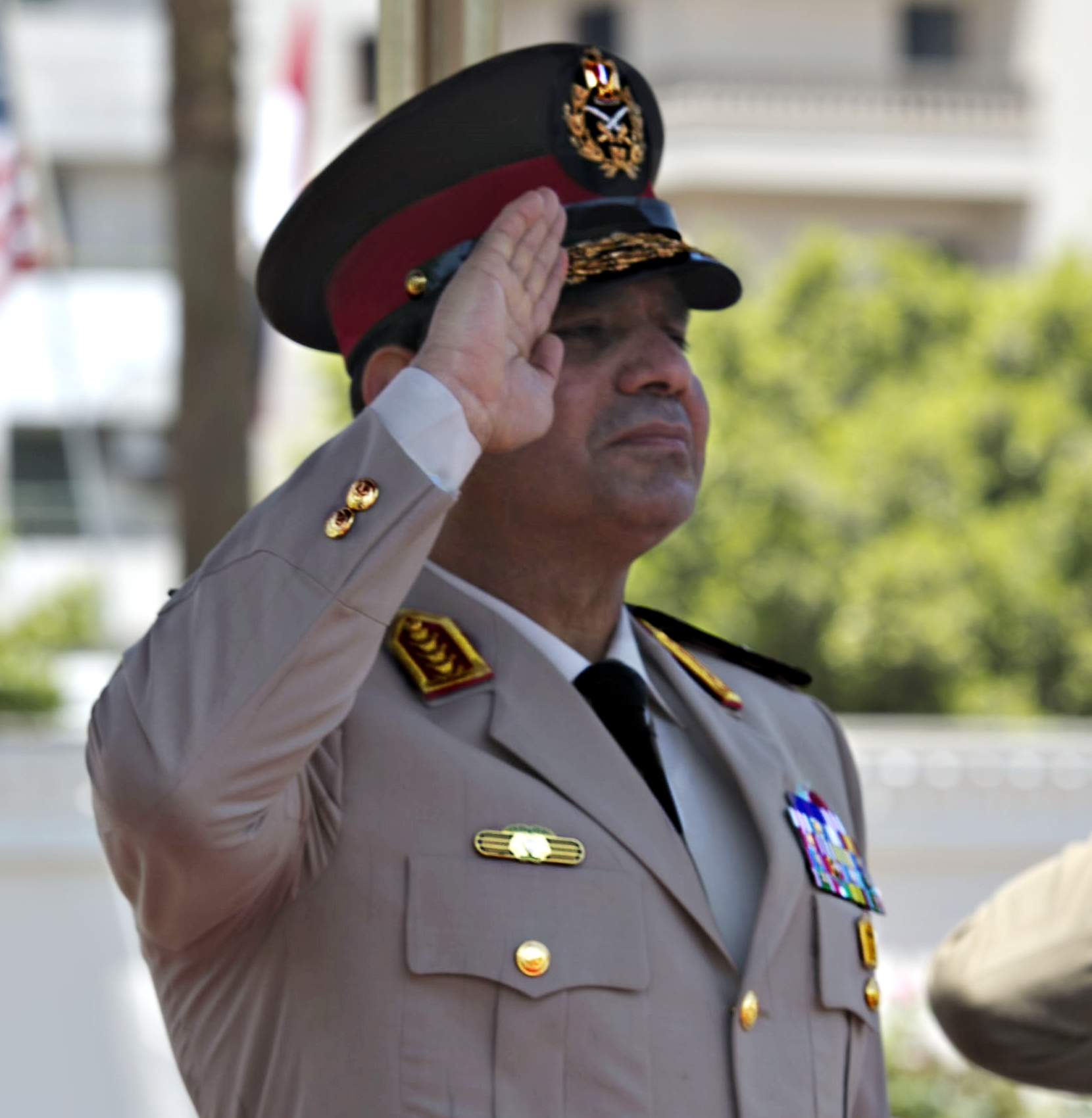
Le général al-Sissi annonce lors d'une allocution télévisée, durant la nuit du 3 juillet 2013, la destitution du président Morsi.

Le 3 juillet 2013, à l'expiration de l'ultimatum, l'armée prend position dans les rues du Caire et s'empare notamment de la télévision publique, tandis que les pro et les anti-Morsi s'assemblent sur les places. Des blindés sont déployés. À 21 h, heure du Caire, le général al-Sissi, entouré d'officiers et de l'ensemble des opposants à Mohamed Morsi, dont des salafistes, Mohamed El Baradei et des dignitaires religieux coptes (le pape Tawadros II) et sunnites, prend la parole à la télévision. Il annonce la destitution de Mohamed Morsi et son remplacement par le président de la Haute Cour constitutionnelle, la suspension de la Constitution et la tenue d'élections présidentielle et législatives. Le 4 juillet 2013, on apprend que Mohamed Morsi est détenu par l'armée et que des mandats d'arrêt sont émis à l'encontre des dirigeants des Frères musulmans, tandis qu’Adli Mansour prête serment comme président par intérim. Mohamed Badie, le chef des Frères musulmans dénonce un « coup d'État contre la démocratie » et le retour à l'État « policier ». Pour lui, le coup d'État du 3 juillet 2013 signifie la fin de la démocratie en Égypte. Cependant, le président égyptien par intérim déclare que les frères musulmans sont une partie de l'Égypte et qu'il y aurait dans les six mois de nouvelles élections libres auxquelles « toutes les factions pourront à nouveau participer », y compris les frères musulmans.
Le 5 juillet 2013, le Parlement est dissous et des échanges de tirs ont lieu entre les policiers et militants des Frères musulmans faisant plusieurs morts de chaque côté. Le même jour, le ministre des affaires étrangères qualifie le coup d'État de « revers majeur pour la démocratie en Égypte ». Le 7 juillet 2013, Tony Blair, ancien Premier ministre du Royaume-Uni et actuel président du quartette pour la Palestine, appelle la communauté internationale à soutenir la « destitution » de Mohamed Morsi. Pour l'ex-Premier ministre britannique, l'armée égyptienne a dû choisir entre une « intervention ou le chaos, elle a opté pour l'action, évinçant le président Mohamed Morsi démocratiquement élu ». Le 7 juillet 2013, des assaillants inconnus tuent deux policiers égyptiens dans le Sinaï. Le 8 juillet 2013, à l'aube lors d'un sit-in devant le complexe de la garde républicaine où Mohamed Morsi est détenu, des soldats égyptiens ouvrent le feu sur les manifestants pro-Morsi qui réclamaient sa libération et sa ré-investiture. Selon l'armée, il s'agit d'un « groupe terroriste » qui a tenté d'investir le complexe, tandis que d'après les manifestants, les gens priaient dans la rue quand l'armée a fait feu sur eux. Les Frères musulmans et le parti salafiste Al-Nour dénoncent un massacre. Le porte-parole du parti Al-Nour, Nader Baqqar, déclare : « Nous avons décidé de nous retirer immédiatement des négociations en réponse au massacre qui a eu lieu devant la Garde républicaine ». Le bilan dépend des sources, les Frères musulmans parlent de 53 morts, d'autres sources parlent d'une quinzaine de morts,. Le 9 juillet 2013, Hazem el-Beblawi, un nouveau Premier ministre est nommé ; il appelle à un gouvernement d'union nationale et propose aux Frères musulmans d'entrer dans le nouveau gouvernement. Le lendemain la proposition est rejetée par les Frères musulmans qui déclarent qu'ils ne travailleront pas sous les ordres de « putschistes ».
Le 10 juillet 2013, soit deux jours après le « massacre du Caire » comme l’appellent dorénavant les Frères musulmans et le parti Al-Nour, quatre mandats d’arrêt sont émis à l'encontre de Mohammed Badie, le dirigeant de la confrérie accusé par l'armée d'inciter la population à la manifestation. Le 12 juillet 2013, l'Allemagne et les États-Unis appellent officiellement à la libération de Mohamed Morsi, détenu depuis le coup d’État du 3 juillet 2013. Les États-Unis ne font en revanche aucune déclaration au sujet d'un arrêt du financement de l'armée égyptienne (ce financement est d'1,3 milliard de dollars en 2013). Le 15 juillet 2013, l'armée égyptienne inonde la majeure partie des tunnels reliant l'Égypte à la bande de Gaza qu'ils n'avaient pas détruits auparavant, Ces tunnels étant utilisés par le Hamas dans le contexte du blocus israélo-égyptien de la bande de Gaza, pour l'acheminement d'armements, d'essence et de biens divers. Le 16 juillet 2013, un nouveau gouvernement est annoncé en Égypte sans aucun membre du parti de la liberté et de la justice, issu des Frères musulmans. Le jour même, les Frères musulmans déclarent qu'ils ne reconnaissent ni le nouveau gouvernement, ni même son autorité qu'ils dénoncent comme « illégitime ». Le 17 juillet 2013, l'Union européenne demande officiellement la libération de Mohamed Morsi et l'arrêt des arrestations « arbitraires ». Le 24 juillet 2013, le général Abdel Fattah al-Sissi, a appelé dans un discours « tous les Égyptiens honnêtes » à lui « manifester leur soutien massif pour en finir avec le terrorisme ». Ce discours a été qualifié d'« appel à la guerre civile » par les partisans de Morsi. Le 26 juillet 2013, l'armée déclare que Mohamed Morsi est en prison dans l'attente de son procès pour collusion avec le mouvement de résistance palestinien, le Hamas. Le porte-parole du Hamas déclare à ce sujet : « C'est un développement dangereux qui confirme que le pouvoir actuel en Égypte renonce aux causes nationales (…) allant même jusqu'à leur nuire, à commencer par la cause palestinienne. ». Le 27 juillet 2013, l'armée égyptienne tue plusieurs dizaines de militants des Frères musulmans lors d'une manifestation pacifique qui a dégénéré ; cet épisode est qualifié de « bain de sang » par les Frères musulmans.

### Août
Le jeudi 15 août 2013, l'armée décide de disperser les manifestants pro-Morsi par la force, ce qui entraîne la mort de plus de 600 personnes. Les Frères musulmans parlent d'un « massacre » et, le vendredi 16 août, ils appellent les Égyptiens à manifester massivement en réponse.
Le bilan diffère selon les sources. Pour le ministère égyptien de la Santé, 638 personnes meurent et 3 994 sont blessées lors des affrontements du 14 août et d'au moins 173 morts et 1 330 blessés dans ceux du 16. Les Frères musulmans de leur côté parlent de 2 200 morts. 
Amnesty International estime le nombre des victimes à 600 le 14 août, puis à 800 le 19 (des manifestants et d'autres personnes se trouvant sur les lieux). De leur côté, des représentants du ministère de l’Intérieur ont affirmé que 69 membres des forces de sécurité ont été tués. Selon l'association, certains manifestants pro-Morsi ont commis des violences telles que « des coups, des tortures et des homicides » cependant elle évoque une « réaction disproportionnée » des forces de sécurité et parle d'un « massacre » contre les manifestants islamistes lors de la dispersion des sit-in,. Le 13 septembre, Amnesty International affirme que 3 000 personnes, membres ou sympathisants du parti de la liberté et de la justice ou des Frères musulmans ont été arrêtées depuis le 3 juillet, 600 ont été libérées. L'association déclare que plusieurs sont accusées de crimes graves dont « meurtres, agressions contre les forces de sécurité, détention d'armes et incitations au meurtre », elle réclame cependant la libération de « toutes les personnes incarcérées uniquement pour avoir exercé pacifiquement leur droit à la liberté de réunion, d’association ou d’expression ».
Le 19 août, Human Rights Watch déclare que les forces de sécurité égyptiennes « ont recouru à une force meurtrière excessive. La dispersion de sit-in a constitué le pire incident d’homicides de masse illégaux dans l'histoire moderne de ce pays. » Selon l'association la dispersion du sit-in sur la place Rabaa al-Adawiya a fait au moins 377 morts.
Ces journées sont également marquées par des violences commises envers la minorité copte (8 millions de personnes, 10,1 % de la population), accusée par les islamistes d’avoir joué un rôle dans la chute du président Morsi. Pour Tewfik Aclimandos, chercheur au Collège de France, « les Frères et leurs alliés ont brûlé une cinquantaine d’églises, s’en sont pris à des établissements et des commerces coptes, et ont agressé des passants qui portaient la croix ». Considérant que les islamistes ont une responsabilité dans la répression d’août, ayant « fermé la porte à un compromis politique et sciemment joué la carte du pire » puis « fait le maximum soit pour que le gouvernement plie soit pour qu'il y ait un bain de sang », il note que « les coptes sont clairement menacés » et que « la Confrérie [des Frères] est farouchement antichrétienne ». Trouvant peu probable l’organisation rapide d'un nouveau scrutin, il conclut sur le fait que « la majorité de la population, y compris parmi les islamistes, ne veut plus des Frères musulmans », du fait de leur décrédibilisation lors de l’exercice du pouvoir et du comportement de certains de ses partisans, qui se conduisent comme des miliciens. 
Selon Amnesty International, 38 églises ont été incendiées et 23 partiellement détruites à la date du 23 août, des dizaines de commerces sont également pillés ou incendiés et plusieurs coptes ont été tués ou blessés par des manifestants. D'après Human Rights Watch, au moins 42 églises ont été attaquées, dont 37 au moins sont brûlées dans divers gouvernorats d'Égypte. Au moins trois chrétiens coptes et un musulman ont été tués à Dalga, à Minya et au Caire. 
Le 18 août 2013, le ministre de la Solidarité sociale, Ahmed al-Borai, a annoncé que les mesures légales étaient mises en place pour démembrer les Frères musulmans. Il a ajouté qu'il s'agissait d'un « devoir légal » après les « actes terroristes » dans lesquels ils ont été impliqués. Le ministre a ajouté que cela obligera la Confrérie à révéler ses sources de financement. D'après lui, il ne sera pas nécessaire d'en passer par une cour de justice étant donné les crimes commis.

## Réactions internationales

### Union européenne
Malgré les signes avant-coureurs qui se manifestaient depuis plusieurs mois, l'Union Européenne semble avoir été prise de court face à l'ampleur des évènements. Les premières réactions se sont faites à chaud, sans recul ni analyse claire et se sont basées sur des rapports, des titres et des images ravageurs de médias ,, qui ont entraîné une grande confusion. 
Wagdi Sabète, maître de conférences à la faculté de droit de la Rochelle, écrit le 14 août 2013  à propos des réactions en France : « Je n’ai pas souvent constaté dans la presse française une analyse politique qui tient compte de la volonté de ce peuple magistralement exprimée 3 fois, le 30 juin, les 3 et 26 juillet. D’où ces commentateurs ont-ils donc tiré leur conclusion ? (...) Les intellectuels invités dans les médias français n’ont pas encore compris que la splendeur de la fête en Egypte va au-delà de leurs clichés. Il ne s’agit pas d’inventer la vérité, mais de s’y hisser et de s’y agripper … On y tient comme on tient un mât au milieu des vagues déchaînées. Vouloir à tout prix réduire la complexité à la taille de leur esprit, voilà où se trouve la grande erreur ! ».
La condamnation a été pratiquement unanime à l'encontre de la coalition égyptienne qui remettait en cause un président élu démocratiquement ainsi que de l'armée et de la police accusées de violences excessives dans la répression des manifestations. « C’est forcément un aveu d’échec quand un président démocratiquement élu est destitué », a déclaré François Hollande. Il a plus tard appelé à de nouvelles élections en Égypte. Laurent Fabius, ministre français des Affaires étrangères, a souligné durant une conférence de presse avec le ministre du Qatar "la nécessité de parvenir à une solution rapide à la crise et que cette solution appartenait uniquement aux Egyptiens".
Le 15 août, à Paris, l'ambassadeur égyptien Mohamed Moustafa Kamal a été convoqué « pour qu'il transmette à ses autorités la très grande préoccupation de la France face aux évènements tragiques intervenus dans son pays » (communiqué de l'Elysée).
Catherine Ashton, chef de la diplomatie européenne a déclaré : « J'ai été en contact constant avec les ministres des Affaires étrangères de l'Union européenne et j'ai demandé aux représentants des États membres de débattre et coordonner les mesures appropriées qui doivent être prises par l'Union européenne en réponse à la situation en Égypte ».
Le 21 août 2013, L'Union européenne a suspendu la livraison au nouveau régime égyptien d'équipements de sécurité et d'équipements pouvant être utilisés dans le cadre de la répression interne (Mais l'impact de ces mesures sera très limité car les premiers fournisseurs sont les États-Unis), sans pour l'instant toucher à l'aide à la population afin de continuer à aider le pays à sortir de la crise. Les ministres des Affaires étrangères des 28 pays de l'UE, en réunion extraordinaire, ont, d'après l'un des diplomates, voulu envoyer « un message équilibré ». Ils ont « condamné dans les termes les plus clairs tous les actes de violence » qui ont provoqué de nombreuses victimes depuis une semaine. « L'UE considère que les opérations récemment menées par les forces de sécurité égyptiennes ont été disproportionnées et ont entraîné un nombre inacceptable de morts et de blessés ». Une condamnation forte a été exprimée concernant « les actes de terrorisme tels que le meurtre de policiers au Sinaï, la destruction de nombreuses églises et la prise pour cible de la communauté copte ». Les responsables de la plupart de ces attaques seraient les partisans des Frères musulmans du président déchu Mohamed Morsi.
Les Européens ont décidé de suspendre « les licences d'exportation pour les équipements pouvant être utilisés dans le cadre de la répression interne », comme les armements légers utilisés par les forces de police. Sur le plan militaire, « la coopération sera réexaminée », alors que la plupart des pays européens ont déjà décidé de suspendre leurs fournitures d'armes. Mais l'impact de ces mesures sera très limité car l'armée égyptienne se fournit surtout auprès d'autres pays, États-Unis en tête.

### Turquie
La Turquie a condamné les violences et appelé à une réunion urgente du Conseil de sécurité des Nations unies.

### États-Unis
Le président Obama a travaillé avec Mohamed Morsi depuis son élection. L'aide économique des États-Unis avait été toutefois diminuée pour raisons d'infractions aux droits de l'homme. Le 1er juillet, il a exprimé son sentiment à M. Morsi en lui disant : « la démocratie, ce n'est pas seulement des élections ». Il s'est dit « profondément préoccupé » par la destitution du président égyptien et la suspension de la constitution. Il n'a cependant pas prononcé le mot « coup d’État » durant ses interventions et a demandé au chef de l'armée égyptienne de rendre le pouvoir au peuple le plus rapidement possible pour des élections démocratiques. 
Les relations entre Washington et les nouveaux gouvernants en Égypte se sont tendues à la suite des graves exactions, du bilan des victimes et des arrestations qui se sont produites pendant plusieurs semaines. La Maison Blanche, le Département d’État et le Pentagone ont discuté sur la décision de stopper ou non l'aide financière accordée à l'armée égyptienne ; l’Égypte ayant été un allié depuis plus de 30 ans (1,23 milliard de dollars américains pour l'assistance militaire et 241 millions de dollars pour l'aide économique). Par la suite, les autorités américaines ont confirmé que pour l'instant aucune action ne serait prise en dehors de l'annulation des exercices militaires coordonnés par les deux armées dans le Sinaï, qui ont lieu deux fois par an, et l'arrêt de la fourniture de quatre jets militaires F-16 (décisions prises par le président Obama). Le porte-parole de la Maison Blanche, Josh Earnest, a déclaré que les relations avec l’Égypte sont étudiées compte tenu des évènements. Un ancien responsable du gouvernement des États-Unis a souligné que le coût de la facture pour son pays dans le cas de suppression de l'aide financière à l'armée égyptienne pourrait atteindre 3 milliards de dollars (deux pays seulement peuvent commander de l'armement aux États-Unis sans passer par l'approbation du Congrès : Israël et l’Égypte).